# Candido Portinari

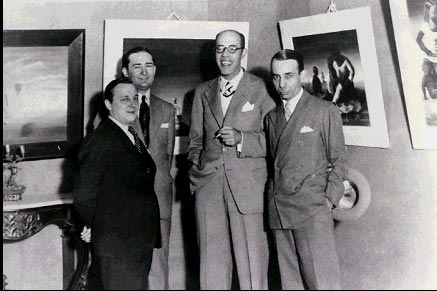
Von links: Candido Portinari, Antônio Bento, Mário de Andrade und Rodrigo Melo Franco

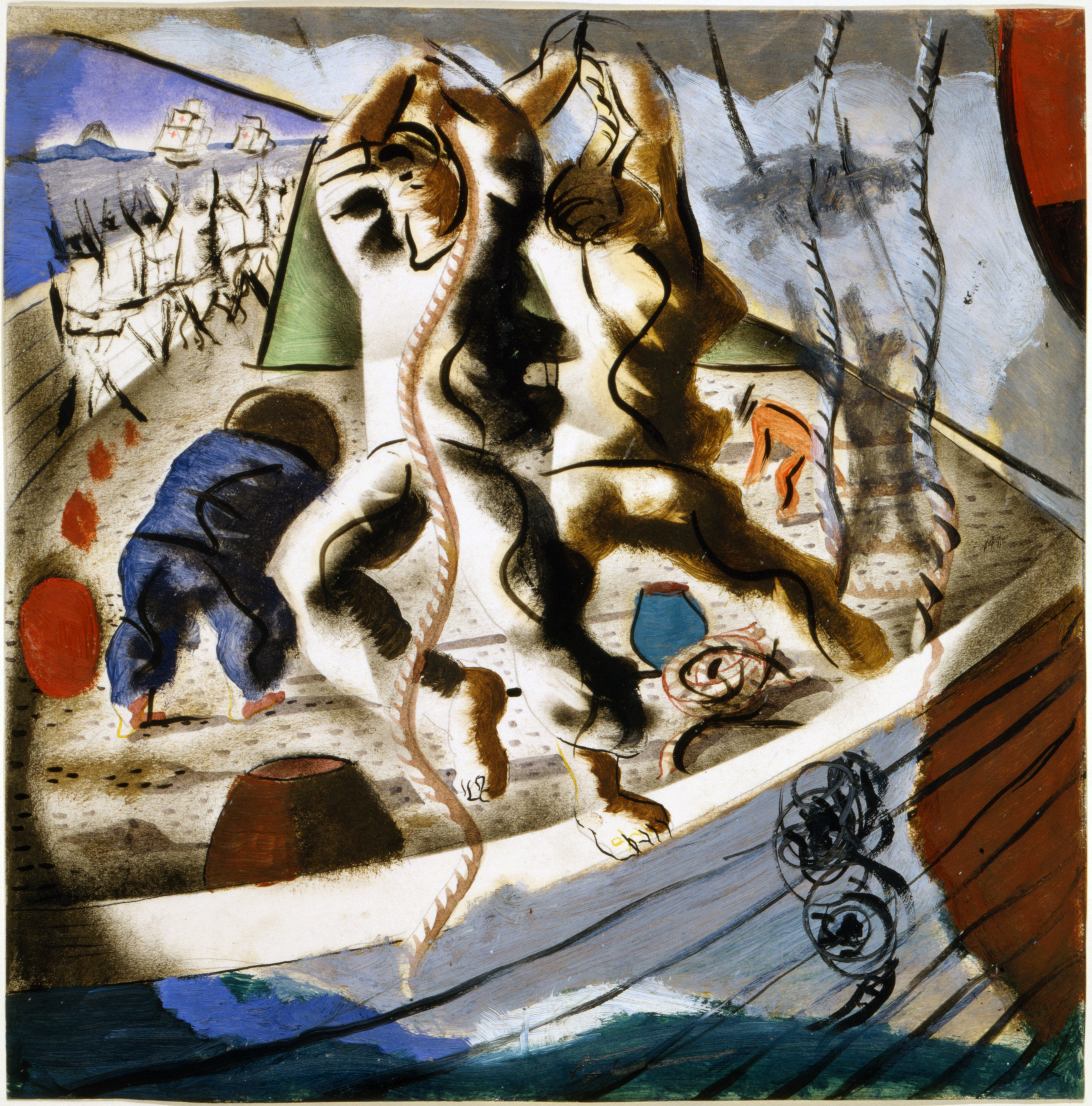
Studie für das Wandgemälde Discovery of the Land in der Library of Congress

Candido Portinari (* 29. Dezember 1903 in Brodowski (Bundesstaat São Paulo); † 6. Februar 1962 in Rio de Janeiro) war ein brasilianischer Maler. Mit seinen etwa fünftausend Werken, von kleinen Skizzen bis zu gigantischen Wandmalereien, ist er bis heute der international berühmteste Maler Brasiliens.
Als Sohn italienischer Immigranten auf einer Kaffeeplantage im Bundesstaat São Paulo geboren, studierte Portinari an der Escola Nacional de Belas Artes (Nationale Schule für Schöne Künste, ENBA) in Rio de Janeiro. 1928 gewann er an dieser Schule eine Goldmedaille sowie eine Reise nach Paris, wo er sich bis zu seiner Rückkehr nach Brasilien 1930 aufhielt. Er wurde Mitglied der Kommunistischen Partei Brasiliens und stellte sich 1947 zur Wahl als Senator, musste aber wegen der Verfolgung von Kommunisten nach Uruguay fliehen. 1951 kehrte er nach Brasilien zurück, verbrachte das letzte Jahrzehnt seines Lebens gesundheitlich angeschlagen und starb 1962 an einer Bleivergiftung, zurückzuführen auf den Bleigehalt der von ihm verwendeten Farben.
Beruflich arbeitete er unter anderem mit dem Architekten Oscar Niemeyer zusammen. Die ausgestellten Werke von Portinari sind in Brasilien und im Ausland zu finden und reichen von der Familienkapelle in seinem Geburtshaus in Brodowski bis zu seinen Großgemälden Guerra e Paz (Krieg und Frieden) im UNO-Gebäude in New York.